# 左更增六
左更增六，即白羊座47（47 Arietis），是一颗位于白羊座的恒星。它距离地球约104光年， 视星等为5.80。